# Elodina umbratica
Elodina umbratica is een vlindersoort uit de familie van de Pieridae (witjes), onderfamilie Pierinae.
Elodina umbratica werd in 1889 beschreven door Grose-Smith.